# Ісаєнко Максим Олесьович
Макси́м Оле́сьович Ісаєнко (нар. 1 серпня 1997, м. Харків, Україна — 19 липня 2017, м. Мар'їнка, Донецька область, Україна) — старший солдат Збройних сил України, учасник російсько-української війни.

## Біографія
Народився 1997 року в Харкові, був єдиною дитиною в родині.
Під час російської збройної агресії проти України вступив на військову службу за контрактом.
Старший солдат, військовослужбовець 92-ї окремої механізованої бригади, військова частина А0501, с. Клугино-Башкирівка, Харківська область.
Загинув 19 липня 2017 року о 10:15 від кулі снайпера на спостережній позиції в районі міста Мар'їнки на Донеччині, — куля калібру 14,5 мм пройшла крізь мішки з піском.
Залишилися батьки і бабуся.
Похований у Харкові.

## Нагороди та вшанування
- Указом Президента України від 11 жовтня 2017 року № 318/2017, за особисту мужність і самовіддані дії, виявлені у захисті державного суверенітету та територіальної цілісності України, зразкове виконання військового обов'язку, нагороджений орденом «За мужність» III ступеня (посмертно)[3].